# Meridià 114 a l'est
El meridià 114 a l'est de Greenwich és una línia de longitud que s'estén des del pol Nord travessant l'oceà Àrtic, Àsia, l'oceà Índic, l'oceà Antàrtic i l'Antàrtida fins al pol Sud.
El meridià 114 a l'est forma un cercle màxim amb el meridià 66 a l'oest. Com tots els altres meridians, la seva longitud correspon a una semicircumferència terrestre, uns 20.003,932 km. Al nivell de l'Equador, és a una distància del meridià de Greenwich de 12.690 km.

## De Pol a Pol
Començant en el pol Nord i dirigint-se cap al pol Sud, aquest meridià travessa:
| Coordenades                               | País, territori o mar        | Notes |
| ----------------------------------------- | ---------------------------- | --- |
| 90° 0′ N, 114° 0′ E / 90.000°N,114.000°E  | Oceà Àrtic                   | |
| 79° 3′ N, 114° 0′ E / 79.050°N,114.000°E  | Mar de Làptev                | Passa a l'est de la Península de Taimir, Krai de Krasnoiarsk, Rússia (a 75° 50′ N, 113° 55′ E / 75.833°N,113.917°E) |
| 73° 34′ N, 114° 0′ E / 73.567°N,114.000°E | Rússia                       | Sakhà Óblast d'Irkutsk — des de 59° 45′ N, 114° 0′ E / 59.750°N,114.000°E Buriàtia — des de 56° 36′ N, 114° 0′ E / 56.600°N,114.000°E Krai de Zabaikàlie — des de 53° 43′ N, 114° 0′ E / 53.717°N,114.000°E Buriàtia — des de 53° 15′ N, 114° 0′ E / 53.250°N,114.000°E Krai de Zabaikàlie — des de 52° 38′ N, 114° 0′ E / 52.633°N,114.000°E |
| 50° 10′ N, 114° 0′ E / 50.167°N,114.000°E | Mongòlia                     | |
| 44° 56′ N, 114° 0′ E / 44.933°N,114.000°E | República Popular de la Xina | Mongòlia Interior Hebei – des de 41° 29′ N, 114° 0′ E / 41.483°N,114.000°E Mongòlia Interior – des de 40° 58′ N, 114° 0′ E / 40.967°N,114.000°E Shanxi – des de 40° 29′ N, 114° 0′ E / 40.483°N,114.000°E Hebei − per uns 14 km des de 40° 5′ N, 114° 0′ E / 40.083°N,114.000°E Shanxi – des de 40° 0′ N, 114° 0′ E / 40.000°N,114.000°E Hebei – des de 39° 5′ N, 114° 0′ E / 39.083°N,114.000°E Shanxi – des de 37° 41′ N, 114° 0′ E / 37.683°N,114.000°E Hebei – des de 37° 25′ N, 114° 0′ E / 37.417°N,114.000°E Henan – des de 36° 21′ N, 114° 0′ E / 36.350°N,114.000°E Hubei – des de 31° 45′ N, 114° 0′ E / 31.750°N,114.000°E Jiangxi − per uns 20 km des de 29° 7′ N, 114° 0′ E / 29.117°N,114.000°E Hunan – des de 28° 54′ N, 114° 0′ E / 28.900°N,114.000°E Jiangxi – des de 28° 2′ N, 114° 0′ E / 28.033°N,114.000°E Hunan – des de 26° 32′ N, 114° 0′ E / 26.533°N,114.000°E Jiangxi − des de 25° 51′ N, 114° 0′ E / 25.850°N,114.000°E Guangdong − des de 25° 21′ N, 114° 0′ E / 25.350°N,114.000°E |
| 22° 31′ N, 114° 0′ E / 22.517°N,114.000°E | Hong Kong                    | Continent i illa Lantau |
| 22° 12′ N, 114° 0′ E / 22.200°N,114.000°E | Mar de la Xina Meridional    | Passa a través de les disputades Illes Spratly |
| 4° 35′ N, 114° 0′ E / 4.583°N,114.000°E   | Malàisia                     | Sarawak – a l'illa de Borneo |
| 1° 27′ N, 114° 0′ E / 1.450°N,114.000°E   | Indonèsia                    | Illa de Borneo |
| 3° 22′ S, 114° 0′ E / 3.367°S,114.000°E   | Mar de Java                  | |
| 6° 53′ S, 114° 0′ E / 6.883°S,114.000°E   | Indonèsia                    | Illa de Madura |
| 7° 6′ S, 114° 0′ E / 7.100°S,114.000°E    | Estret de Madura             | |
| 7° 38′ S, 114° 0′ E / 7.633°S,114.000°E   | Indonèsia                    | Illa de Java |
| 8° 36′ S, 114° 0′ E / 8.600°S,114.000°E   | Oceà Índic                   | |
| 21° 53′ S, 114° 0′ E / 21.883°S,114.000°E | Austràlia                    | Austràlia Occidental |
| 25° 33′ S, 114° 0′ E / 25.550°S,114.000°E | Badia dels Taurons           | |
| 26° 22′ S, 114° 0′ E / 26.367°S,114.000°E | Austràlia                    | Austràlia Occidental |
| 27° 18′ S, 114° 0′ E / 27.300°S,114.000°E | Oceà Índic                   | |
| 60° 0′ S, 114° 0′ E / 60.000°S,114.000°E  | Oceà Antàrtic                | |
| 66° 3′ S, 114° 0′ E / 66.050°S,114.000°E  | Antàrtida                    | Territori Antàrtic Australià, reclamat per Austràlia |